# Distretto di Ambunti-Dreikikir
Il distretto di Ambunti-Dreikikir (in inglese Ambunti-Dreikikir District) è un distretto della Papua Nuova Guinea appartenente alla provincia del Sepik Orientale. Ha una superficie di 10.784 km² e 48.000 abitanti (stima nel 2000)